# Jezera
Jezera este o arie protejată (arie specială de conservare — SAC, sit de importanță comunitară — SCI) din Republica Cehă întinsă pe o suprafață de 4,73 ha, integral pe uscat.

## Localizare
Centrul sitului Jezera este situat la coordonatele 49°36′17″N 14°25′26″E / 49.604722°N 14.423889°E.

## Înființare
Situl Jezera a fost declarat sit de importanță comunitară în aprilie 2005 pentru a proteja 1 specie de animale. Situl a fost protejat și ca arie specială de conservare în august 2013.

## Biodiversitate
Situată în ecoregiunea continentală, aria protejată nu include niciun habitat protejat.
La baza desemnării sitului se află o specie protejată de  amfibieni: buhai de baltă cu burta roșie (Bombina bombina).